# إلى أين أنا ذاهب (فلم)
إلى أين أنا ذاهب (بالايطالية كوا فادو) فيلم ايطالي عرض لأول مرة في السينما الإيطالية في أول يوم من سنه 2016، من إنتاج جينارو نونزيانتي وبطولة كيكو زالوني، هو رابع فيلم مشترك للمنتج والممثل كيكو زالوني.
بعد أقل من شهر ونصف علي صدوره، ربح من العائدات أكثر من 65 مليون يورو، مقتربا من عائدات فيلم أفاتار في إيطاليا، والتي وصلت حوالي 65.7 مليون يورو. وصل عدد المتابعين للفيلم في الصالات في تاريخ 21 شباط 2016 , الي 9.3 مليون مشاهد.

## القصة
تدور احداث الفيلم حول الشاب كيكو زالوني الذي يريد ان يعيش حياه مع مستقبل مضمون، يريد ان يعيش مع العائلة لكي لا يتحمل مصاريف الحياه، وان يحصل على شغل ثابت في المكاتب الحكوميه، وان يكون له خطيبه لكن من غير زواج أو أطفال لكي لا يتحمل مسؤولياتهم.
مع هذه الحياه البسيطه والعمل المريح كان كيكو محسودا من الكل.
لكن في يوم ما يتغير كل شيء، بعد القرار الحكومي بتغير بعض الخطط في المكاتب الحكوميه في سنه 2015. وبهذه تدور احداث الفيلم علي قصه كيكو والخيارالصعب له: أو ان بترك العمل في المكاتب الحكوميه، أو الانتقال للعمل في مكان بعيد عن البيت. ولهذا فالعمل بالمكاتب الحكوميه كان شيئا مقدسأ لكيكو، لهذه كان عليه دوما الموافقة علي العمل البيعيد عن البيت.

## الإنتاج
الإنتاج من شركه ميدوسا فيلم اللتابعه للتلفزيون الإيطالي ميديا سيت وشركت تويدي. مع تكاليف عاليه جدا بالمقارنة مع الافلام الايطاليه، وصلت التكاليف الي أكثر من 10 مليونيورو.

## التوزيع
كان صدور الفيلم في 1 كانون الثاني سنه 2016 في أكثر من 1250 سينما ايطاليه، توزيع شركه ميديا سيت الايطاليه.

## انجازات
وصلت الإيرادات في أول يوم من صدوره الي 6.850.000 علامة اليورو. محطما بذالك فيلم هاري بوتر 2, وفي اليوم الثالث وصلت الي 7.770.000 علامة اليورو, محطما كل الافلام التي عرضت في تاريخ إيطاليا.
في اسبوعه الأول وصل الي 22.248.00 علامة اليورو, محطما فيلم كيكو الاخير الذي وصل الي 18.606.811علامة اليورو
في اليوم ال 21 وصل الي 21 مليون يورو، 
بقي القيلم في الصالات حتي نهايه شهراذار 2016, مع ايرادات وصلت حتي 65.289.318 يورو، مقتربا من تحطيم فيلم أفاتار